# شین دونگ-بین
شین دونگ-بین (ژاپنی: 重光昭夫؛ زادهٔ ۱۴ فوریهٔ ۱۹۵۵) کارآفرین، سرمایه‌دار و مدیر ارشد اجرایی اهل ژاپن است، که بعنوان مدیرعامل شرکت لوته فعالیت می‌کند. وی برندهٔ جوایزی همچون نشان دوستی شده‌است.